# Bernardino di Mariotto

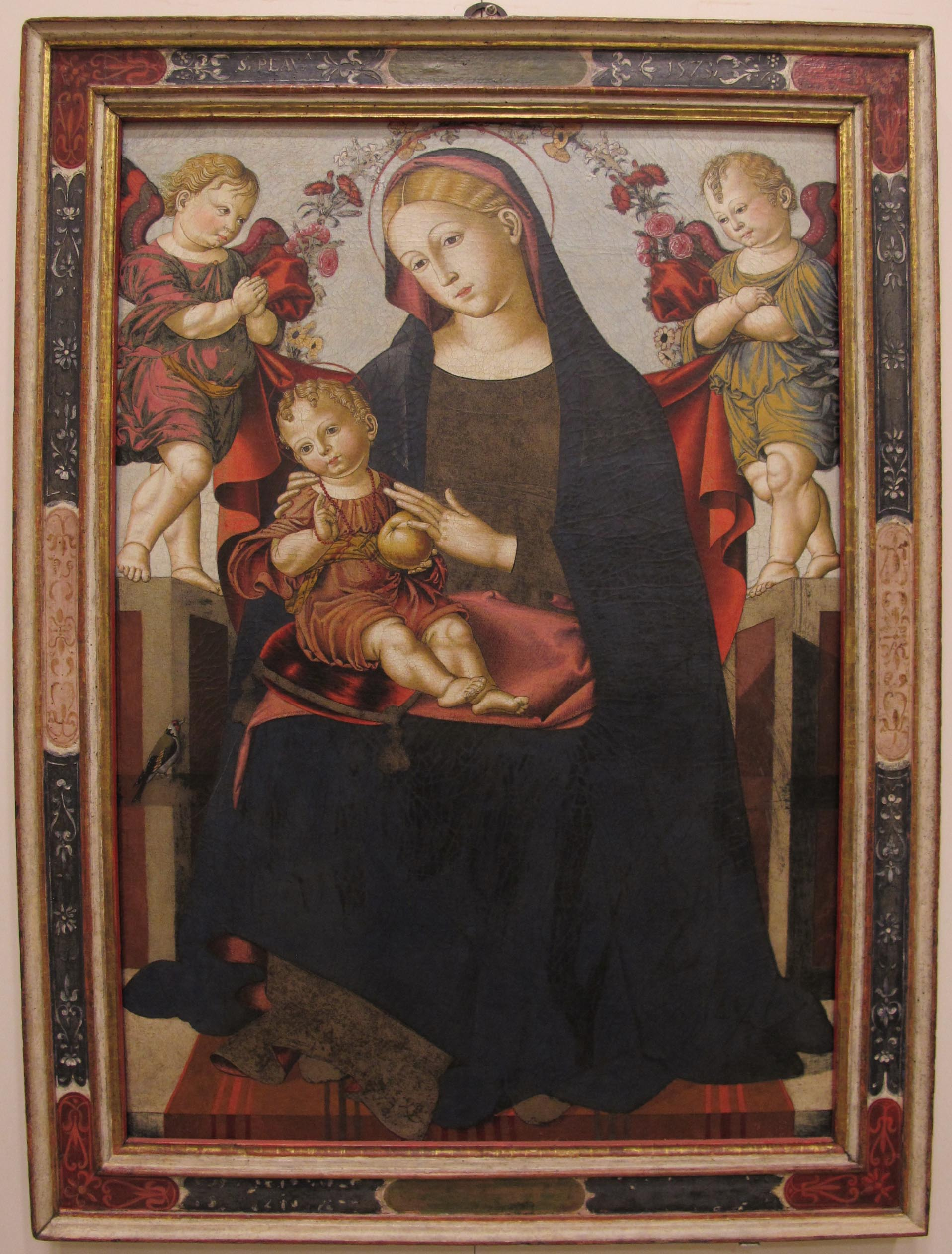
Bernardino di Mariotto, Madonna in trono col Bambino e angeli (1550 circa)

Bernardino di Mariotto noto anche come Bernardino di Mariotto dello Stagno (Perugia, 1475 circa – Perugia, 1566) è stato un pittore italiano.

## Biografia
Bernardino di Mariotto, sebbene nato in Umbria, visse dal 1502 al 1521 a San Severino Marche, dove continuò la scuola di pittura di Lorenzo ( 1374 - 1418 ca.) e Jacopo Salimbeni (1370/1380-dopo 1426 ) e Lorenzo di San Severino il Giovane.
Lavorò a Potenza Picena e nel 1521, tornò a Perugia dove continuò a dipingere.
La sua prima opera firmata "Belardinus de Perugia pinxit" è a Bastia Umbra. Si tratta di una grande pala d'altare della Vergine seduta con il Bambino in piedi sulle sue ginocchia e due angeli. Il suo stile è stato paragonato a quello del Perugino e alcuni autori lo equiparano a quello di Carlo Crivelli e Luca Signorelli. Fu erroneamente confuso con Pinturicchio, nonostante la differenza nella tecnica e l'inferiorità del suo talento.
Il suo stile rimase costantemente arcaico: durezza delle ombre, rigidità dei contorni, biancheria liscia e fiorita, paesaggi scarsamente sviluppati.
Gli accessori (fregi, grotte, frutta, fiori) sono accuratamente dipinti, come i capelli, brutti i nasi, le nuvole opache, i panorami policromi. Il disegno è forte e applicato, i colori scuri fanno un uso intenso del nero.
Le sue opere sono in parte conservate alla Galleria nazionale dell'Umbria, al Boston Museum of Fine Arts di Boston e al Walters Art Museum di Baltimora.

## Opere
- Annunciazione
- Resurrezione
- Vergine in trono con il Bambino
- Sant'Andrea con un santo cavaliere
- Angelo dell'Annunciazione
- Matrimonio della Vergine, pannello di predella, olio su legno
- Santa Maria Maddalena
- Madonna col Bambino che regge un uccello tra i santi Girolamo e Sebastiano, pala d'altare, palazzo Connestabile della Staffa, Perugia
- Cristo nudo sul calice tra serafini, Collezione Salvatori
- Vergine seduta con Bambino in piedi sulle ginocchia e due angeli, Bastia Umbra
- Battesimo di Cristo ( 1507 ), Chiesa dell'Annunziata, Camerino
- Madonna del Soccorso ( 1509 ), gonfalone, Camerino
- Vergine con Bambino tra putti e angeli musicisti e santi ( 1512 ), chiesa di Santa Maria del Mercato, Camerino
- Due dipinti (attribuiti), Bastia Umbra
- Tela a tempera, chiesa di Santa Lucia, Foligno
- Pinacoteca di Perugia 
  - Vergine, bambino e suora ( 1492 ), olio su tavoletta
  - Ritratto di Gian Paolo Baglioni ?, Olio su legno
  - Sacra Famiglia tra i santi Rocco e Sebastiano
  - Madonna col Bambino e santi
  - Matrimonio mistico di Santa Caterina
  - Incoronazione della Vergine